# Championnat de Belgique féminin de handball de deuxième division 2015-2016
Navigation
2014-2015 2016-2017
La saison 2015-2016 du Championnat de Belgique féminin de handball de deuxième division est la 36e édition de la deuxième plus haute division du handball en Belgique. 

## Participants
| Club                    | Classement 2014-2015 | Localisation            | Entraîneur | Salle                                                     | Capacité |
| ----------------------- | -------------------- | ----------------------- | ---------- | --------------------------------------------------------- | -------- |
| HV Uilenspiegel Wilrijk | 9e (D1)              | Anvers                  | ?          | Sporthal De Bist                                          | ?        |
| HC Eynatten-Raeren      | 1er                  | Raeren                  | ?          | Sporthalle Eynatten                                       | 700      |
| HC Atomix               | PO:1er               | Haacht Keerbergen Putte | ?          | Sporthal Den Dijk Sporthal Keerbergen Sporthal Klein Boom | ?        |
| HC DB Gand              | PO:1er2e             | Gand                    | ?          | Sporthal Hekers                                           | ?        |
| Brussels HC             | PO:1er3e             | Evere                   | ?          | Salle Omnisports François Guillaume                       | ?        |
| KTSV Eupen 1889         | PD A:1er             | Eupen                   | ?          | Sportzentrum Eupen                                        | ?        |
| HC Bressoux             | PD B:1er             | Liège                   | ?          | Hall Omnisports de Bressoux                               | ?        |
| DHC Overpelt            | PD A:2e              | Overpelt                | ?          | Sporthal De Bemvoort                                      | ?        |
| HC Pentagoon Kortessem  | PD B:2e              | Kortessem               | ?          | Sportpark De Weyer                                        | ?        |
| Jeunesse Jemeppe        | PD B:3e              | Seraing                 | ?          | Hall omnisports des Bois de Monts                         | ?        |
| HC Sprimont             | 1er (LFH)            | Sprimont                | ?          | Hall Omnisports de Sprimont                               | ?        |
| HBC Dendermonde         | ?                    | ?                       | ?          | ?                                                         | ?        |

## Localisation
| \| Wilrijk Raeren Atomix Gand Bruxelles Eupen Bressoux Overpelt Kortessem Jemeppe Sprimont \| Localisation des clubs engagés dans le championnat |
| Wilrijk Raeren Atomix Gand Bruxelles Eupen Bressoux Overpelt Kortessem Jemeppe Sprimont                                                          |

Nombre d'équipes par Province
| # | Province                      | Nombre | Équipe(s)                                                                       |
| - | ----------------------------- | ------ | ------------------------------------------------------------------------------- |
| 1 | Province de Liège             | 5      | HC Bressoux, Jeunesse Jemeppe, HC Eynatten-Raeren, HC Sprimont, KTSV Eupen 1889 |
| 2 | Province de Limbourg          | 2      | DHC Overpelt, HC Pentagoon Kortessem                                            |
| 3 | Province d'Anvers             | 1      | HV Uilenspiegel Wilrijk                                                         |
| 3 | Province de Flandre-Orientale | 1      | HC DB Gand                                                                      |
| 3 | Province du Brabant flamand   | 1      | HC Atomix                                                                       |
| 3 | Région de Bruxelles-Capitale  | 1      | Brussels HC                                                                     |

## Organisation du championnat
Douze équipes jouent la compétition en 22 matchs avec une phase aller et une phase retour. L'équipe qui se classe à la 1re place du classement est Champion de Belgique de D2 2016 et est promu en Division 1 pour la saison suivante. Les deux dernières équipes du classement sont relégués.

## Compétition

### Classement
|    | Équipe                    | Pts | J  | G  | N | P  | Bp  | Bc  | Diff | Dép |
| -- | ------------------------- | --- | -- | -- | - | -- | --- | --- | ---- | --- |
| 1  | HC DB Gent                | 40  | 22 | 20 | 0 | 2  | 647 | 425 | 222  | -   |
| 2  | HC Pentagoon Kortessem    | 33  | 22 | 16 | 1 | 5  | 519 | 391 | 128  | -   |
| 3  | Brussels HC               | 32  | 22 | 16 | 0 | 6  | 567 | 449 | 118  | -   |
| 4  | HC Eynatten-Raeren T      | 32  | 22 | 16 | 0 | 6  | 469 | 428 | 41   | -   |
| 5  | HV Uilenspiegel Wilrijk R | 23  | 22 | 11 | 1 | 10 | 542 | 530 | 12   | -   |
| 6  | HC Sprimont P             | 23  | 22 | 10 | 3 | 9  | 429 | 454 | -25  | -   |
| 7  | HC Atomix                 | 21  | 22 | 10 | 1 | 11 | 493 | 471 | 22   | -   |
| 8  | DHC Overpelt              | 21  | 22 | 9  | 3 | 10 | 477 | 424 | 53   | -   |
| 9  | Liège Handball Club       | 20  | 22 | 10 | 0 | 12 | 500 | 519 | -19  | -   |
| 10 | KTSV Eupen 1889           | 13  | 22 | 6  | 1 | 15 | 444 | 535 | -91  | -   |
| 11 | HBC Dendermonde P         | 4   | 22 | 2  | 0 | 20 | 291 | 495 | -204 | -   |
| 12 | Jeunesse Jemeppe          | 2   | 22 | 1  | 0 | 21 | 343 | 600 | -257 | -   |

|   | Champion de Belgique de D2 2016 et promu en Division 1 |
|   | Promu en Division 1                                    |
|   | Relégué                                                |
|   | Forfait général pour la saison suivante                |
| T | Tenant du titre 2014-2015                              |
| P | Promu                                                  |
| R | Relégué de Division 1                                  |
| C | Vainqueur de la Coupe de Belgique 2015-2016            |